# سيبروك (ماساتشوستس)
سيبروك (بالإنجليزية: Seabrook CDP, Massachusetts)‏ هي منطقة سكنية تقع بولاية ماساتشوستس في الولايات المتحدة. تبلغ مساحتها 0.92 كم2، وترتفع عن سطح البحر 5 م، بلغ عدد سكانها 455 نسمة في عام 2010 حسب إحصاء مكتب تعداد الولايات المتحدة وتصل الكثافة السكانية فيها 494.6 نسمة لكل كيلومتر مربع (1,281.0/ميل2).

## التركيبة السكانية
حدّد مكتب تعداد الولايات المتحدة بيانات التركيبة السكانية لسيبروك في تعداد الولايات المتحدة. في ما يلي، التركيبة السكانية حسب تعدادي 2000 و2010.

### تعداد عام 2000
بلغ عدد سكان سيبروك 477 نسمة بحسب تعداد عام 2000، وبلغ عدد الأسر 187 أسرة وعدد العائلات 154 عائلة مقيمة في المنطقة السكنية. في حين سجلت الكثافة السكانية 518.5 نسمة لكل كيلومتر مربع (1,342.9/ميل2). وبلغ عدد الوحدات السكنية 229 وحدة بمتوسط كثافة قدره 248.9 لكل كيلومتر مربع (644.6/ميل2).
وتوزع التركيب العرقي للمنطقة السكنية بنسبة 99.58% من البيض و0.21% من الأمريكيين الأفارقة و0.21% من الأعراق الأخرى.
بلغ عدد الأسر 187 أسرة كانت نسبة 27.8% منها لديها أطفال تحت سن الثامنة عشر تعيش معهم، وبلغت نسبة الأزواج القاطنين مع بعضهم البعض 73.3% من أصل المجموع الكلي للأسر، ونسبة 7.5% من الأسر كان لديها معيلات من الإناث دون وجود شريك، بينما كانت نسبة 1.6% من الأسر لديها معيلون من الذكور دون وجود شريكة وكانت نسبة 17.6% من غير العائلات. تألفت نسبة 14.4% من أصل جميع الأسر من عدة أفراد يعيشون في نفس المنزل ونسبة 5.3% كانت تتألف من شخص يعيش بمفرده يبلغ من العمر 65 عاماً أو أكثر. وبلغ متوسط حجم الأسرة المعيشية 2.55، أما متوسط حجم العائلات فبلغ 2.76.
بلغ العمر الوسطي للسكان 46.9 عاماً. وكانت نسبة 20.5% من القاطنين تحت سن الثامنة عشر، وكانت نسبة 4% بين الثامنة عشر والرابعة والعشرين عاماً، ونسبة 22.6% كانت واقعةً في الفئة العمرية ما بين الخامسة والعشرين والرابعة والأربعين عاماً، ونسبة 26.8% كانت ما بين الخامسة والأربعين والرابعة والستين، ونسبة 26% كانت ضمن فئة الخامسة والستين عاماً فما فوق. يوجد لكل 100 أنثى 87.8 ذكر، ويوجد لكل 100 أنثى في الثامنة عشر من عمرها فما فوق 87.6 ذكر.
بلغ متوسط دخل الأسرة في المنطقة السكنية 70,536 دولارًا، أما متوسط دخل العائلة فبلغ 78,540 دولارًا. وكان متوسط دخل الذكور 50,208 دولارًا مقابل 43,646 دولارًا للإناث. وسجل دخل الفرد الخاص بالمنطقة السكنية 29,097 دولارًا. وكانت نسبة 0% من العائلات ونسبة 1.5% من السكان تحت خط الفقر، وكان من هؤلاء نسبة 0% تحت سن الثامنة عشر ونسبة 0% في الخامسة والستين من العمر وما فوق.

### تعداد عام 2010
بلغ عدد سكان سيبروك 455 نسمة بحسب تعداد عام 2010، وبلغ عدد الأسر 202 أسرة وعدد العائلات 156 عائلة مقيمة في المنطقة السكنية. في حين سجلت الكثافة السكانية 494.6 نسمة لكل كيلومتر مربع (1,281.0/ميل2). وبلغ عدد الوحدات السكنية 261 وحدة بمتوسط كثافة قدره 283.7 لكل كيلومتر مربع (734.8/ميل2).
وتوزع التركيب العرقي للمنطقة السكنية بنسبة 98.24% من البيض و0.22% من الأمريكيين الأفارقة و0.22% من الأمريكيين الأصليين و1.10% من الأمريكيين ذوي الأصول الآسيوية و0.22% من عرقين مختلطين أو أكثر و0.22% من الهسبانيون أو اللاتينيون من أي عرق.
بلغ عدد الأسر 202 أسرة كانت نسبة 16.8% منها لديها أطفال تحت سن الثامنة عشر تعيش معهم، وبلغت نسبة الأزواج القاطنين مع بعضهم البعض 65.8% من أصل المجموع الكلي للأسر، ونسبة 7.4% من الأسر كان لديها معيلات من الإناث دون وجود شريك، بينما كانت نسبة 4% من الأسر لديها معيلون من الذكور دون وجود شريكة وكانت نسبة 22.8% من غير العائلات. تألفت نسبة 19.3% من أصل جميع الأسر من عدة أفراد يعيشون في نفس المنزل ونسبة 12.9% كانت تتألف من شخص يعيش بمفرده يبلغ من العمر 65 عاماً أو أكثر. وبلغ متوسط حجم الأسرة المعيشية 2.25، أما متوسط حجم العائلات فبلغ 2.53.
بلغ العمر الوسطي للسكان 56.9 عاماً. وكانت نسبة 12.5% من القاطنين تحت سن الثامنة عشر، وكانت نسبة 5.7% بين الثامنة عشر والرابعة والعشرين عاماً، ونسبة 11.6% كانت واقعةً في الفئة العمرية ما بين الخامسة والعشرين والرابعة والأربعين عاماً، ونسبة 33.2% كانت ما بين الخامسة والأربعين والرابعة والستين، ونسبة 36.9% كانت ضمن فئة الخامسة والستين عاماً فما فوق. وتوزع التركيب الجنسي للسكان بنسبة 47.9% ذكور و52.1% إناث.